# Herman Hollerith
Herman Hollerith, né le 29 février 1860 à Buffalo et mort le 17 novembre 1929 à Washington, est un ingénieur américain inventeur de la mécanographie.

## Biographie
Il naît à Buffalo (États-Unis) de parents originaires du Palatinat rhénan en Allemagne qui se réfugient aux États-Unis à la suite de la révolution allemande de 1848.

### Études
En 1879, il décroche son diplôme d’ingénieur de l’École des mines à l’université Columbia. Un de ses professeurs le recrute comme statisticien au Bureau du recensement des États-Unis (U.S. Census) à Washington. Il travaille au dépouillement du recensement de 1880, représentant neuf ans de travaux pour obtenir les résultats, puis au Bureau américain des brevets. Après ses inventions, il est nommé docteur de l'université Columbia.

### Vers la machine mécanographique

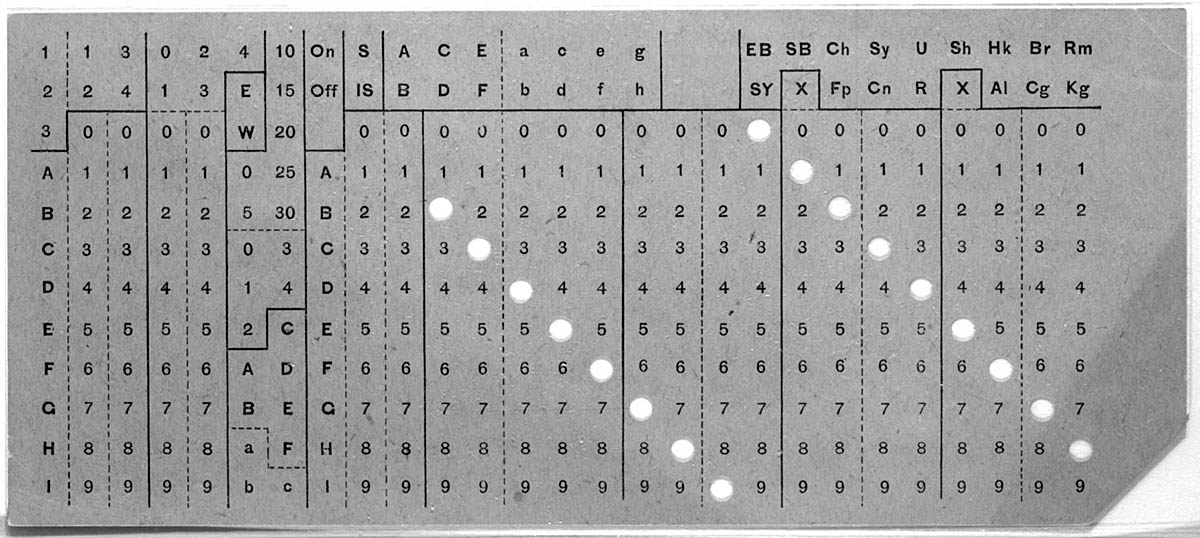
Carte Hollerith.

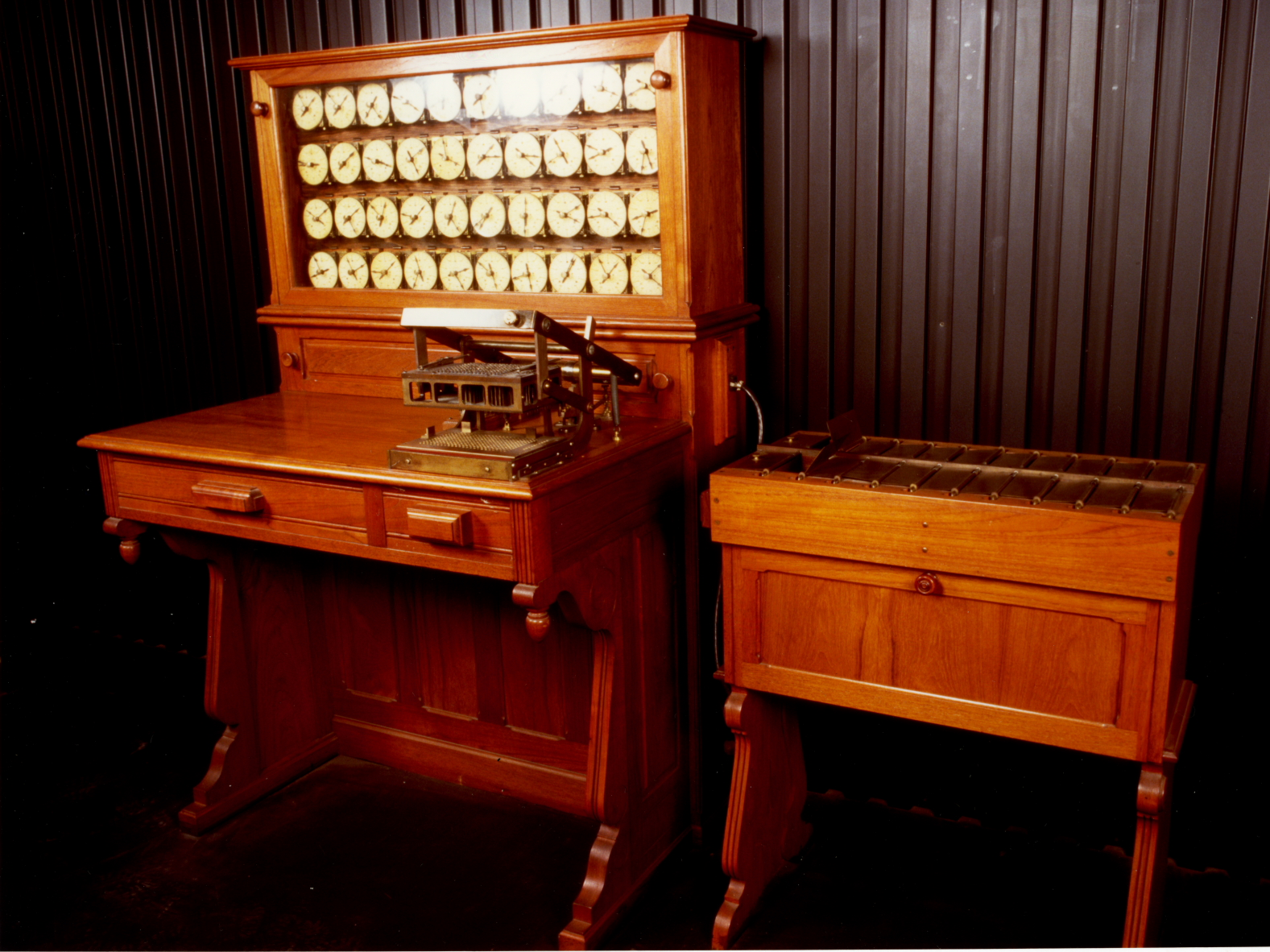
Tabulatrice.

La fin du XIXe siècle connaît le passage « de la mécanique, trop lente et astreignante, à l'électromécanique ». En réponse à un concours lancé par le Bureau américain du recensement, Hermann Hollerith construit une machine à statistiques à cartes perforées qui exploite des cartes (12×6 cm) regroupant les 210 cases nécessaires pour recevoir toutes les informations requises. Il dépose la demande de brevet correspondante le 8 juin 1887.  Le brevet est obtenu  le 8 janvier 1889. Grâce à cette machine, le recensement (auparavant manuel) de 1890 est traité en six ans « seulement ».
Par la suite, il s'inspire d'une idée de son collègue John Shaw Billings (en), directeur des statistiques de santé, qui lui suggère d'utiliser un métier à tisser Jacquard pour mécaniser la lecture des fiches de recensement et accélérer le traitement.
Hollerith quitte l'administration et fonde en 1896 la Tabulating Machine Co. qui a pour directeur en 1914 Thomas J. Watson et devient plus tard en 1924 l'International Business Machines Corporation plus connue sous le nom « IBM ».

### Société Dehomag, prestataire de service des nazis
La société allemande Dehomag (acronyme de « Deutsche Hollerith Maschinen Gesellschaft »), alors qu'elle est filiale du groupe IBM, va, dès sa création en 1934, contribuer par la fourniture de ses machines à la gestion administrative du régime nazi et y contribuer, en améliorant la détention et la gestion des fichiers individuels, à faciliter la logistique de la « Solution finale »,,,.